# Austrolimnophila multipicta
Austrolimnophila multipicta är en tvåvingeart som beskrevs av Alexander 1939. Austrolimnophila multipicta ingår i släktet Austrolimnophila och familjen småharkrankar. Inga underarter finns listade i Catalogue of Life.